# Kajikia audax
Kajikia audax е вид лъчеперка от семейство Марлинови (Istiophoridae). Видът е почти застрашен от изчезване.

## Разрпространение
Видът е разпространен в Индиския и Тихия океан недалеч от повърхността.

## Описание
Най-големият екземпляр е открит през 1982 г. и е имал тегло от 190 кг и дължина 4,2 м.

## Хранене
Тази риба е хищник, който ловува през деня в най-горните 100 м, често близо до повърхността. Една от основната им плячка са сардините.